# Ирхан
Ирхан от прабългарския владетелски род Дуло е хан на Волжка България през VIII век. Основен източник на информация за него са трудовете на Геза Фехер, писани по време на идеологическото течение прабългаризъм по време на Втората световна война. Името на Ирхан не се споменава в спорните летописи Джагфар тарихъ.
Счита се от историците в съвременен Татарстан, че Ирхан е вторият владетел на Волжка България, син на Котраг и внук на Кубрат, основателя на Стара Велика България. По време на управлението му укрепва държавността в региона на Средна Волга. Ирхан управлява във Велики Болгар до смъртта си през 765. Споменаването на тази година в по-късните източници поставя въпроса дали между управлението на Котраг (починал през 673 г. според някои източници) и това на Ирхан не съществува период, в който властва по-старият син на Котраг Ишкул (починал 707).
След смъртта на Ирхан той е наследен от своя син Туккей.